# Fredrik av Österrike-Teschen

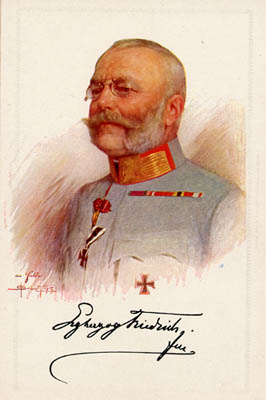
Fredrik, hertig av Teschen.

Fredrik Maria Albrecht av Österrike, hertig av Teschen, född 4 juni 1856 i Gross-Seelowitz, död 30 december 1936 i dåv. Altenburg, numera Mosonmagyaróvár (Ungern), var son till ärkehertig Karl Ferdinand av Österrike.
Fredrik blev överste 1880, fälttygmästare 1894 och fältmarskalk 1914. 1889 blev Fredrik chef för 5:e armékåren och var 1905-10 generaltruppinspektör och 1910-14 arméinspektör.
Vid första världskrigets utbrott erhöll han högsta befälet över de österrikisk-ungerska stridskrafterna med Conrad von Hötzendorff som generalstabschef. Något egentligt inflytande på ledningen av operationerna utövade han inte, och strax efter kejsar Karls tillträde till regeringen entledigades Fredrik i februari 1917 från sin befattning.
Sedan hans stora jordegendomar indragits av Tjeckoslovakien och Österrike 1919, bosatte sig Fredrik med familjen till en början i Schweiz, senare i Ungern .
Han gifte sig 1878 med prinsessan Isabella von Croy (1856-1931).

## Barn
- Maria Christina Isabelle Natalie (1879-1962); gift 1902 med Emanuel zu Salm-Salm (1871-1916)
- Maria Anna Isabelle Epiphanie Eugenie Gabriele (1882-1940); gift 1903 med Elias av Bourbon-Parma (1880-1959)
- Maria Henrietta Caroline Gabriele (1883-1956); gift 1908 med Gottfried zu Hohenlohe-Waldenburg-Schillingsfürst, von Ratibor u.Corvey (1867-1932)
- Natalie Maria Theresia (1884-1898)
- Stephanie Maria Isabelle (1886-1890)
- Gabriele Maria Theresia (1887-1954) ogift
- Isabella Maria Theresia Christine Eugenie (1888-1973); gift på Schönbrunn 1912 (annullerat 1913) med Georg av Bayern (1880-1943)
- Marie Alice Emanuele Agnes Anna (1893-1962); gift 1920 med Friedrich Heinrich, Frhr Waldbott von Bassenheim (1889-1959)
- Albrecht Franz Josef, hertig av Teschen, ( 1897-1955); gift 1:o 1930 med Irene Lelbach (1897-1985) (skilda 1937); gift 2:o 1938 med Katalin Bocskay de Felsö-Bánya (1909-2000) (skilda 1951); gift 3:o 1951 med Georgina Lidia Strausz-Dorner (d. i USA 1998)